# Archie (Missouri)
Archie è un comune degli Stati Uniti d'America, situato nello Stato del Missouri, nella contea di Cass.